# Phygadeuon petrifactellus
Phygadeuon petrifactellus är en stekelart som beskrevs av Cockerell 1920. Phygadeuon petrifactellus ingår i släktet Phygadeuon och familjen brokparasitsteklar. Inga underarter finns listade i Catalogue of Life.